# کلیسای پروتستان اعتراف آگسبورگ در اتریش
کلیسای انجیلی یا پروتستان اعتراف آگسبورگ در اتریش که معمولاً به اختصار کلیسای پروتستان آ.ب. نامیده می‌شود، یک کلیسای انجیلی لوتری در اتریش است که تحت این نام حتی به عنوان اعتراف آگسبورگی ۱۵۳۰ لقب داده می‌شود. چرا که در چهارچوب این اعتراف یکی از اعترافات اساسی لوتری نهفته‌است و علاوه براین، عنوان این نام برای متمایز کردن از اعترافات هلوتی است که همچنین در اتریش نمایندگی می‌شود. تأسیس و تاریخ نامگذاری آن به سال۱۷۸۱ میلادی که در زمان اصلاحات حق اختراع یا ثبت در زمان امپراتور ژوزف دوم بر می‌گردد. بر اساس آمار سال ۲۰۱۷ در اتریش ۱۹۶ اعضای لوتری در اتریش وجود دارد که مجموعاً ۲۸۳٫۲۰۲ نفر می‌شوند. این اعضا تنها حدود ۳/۲ درصد از کل جمعیت اتریش را تشکیل می‌دهند.

## تاریخچه

### قرن ۱۶ و ۱۷
نوشته‌های مارتین لوتر در سال ۱۵۲۰ میلادی در قسمتی از قلمروی اتریش به ویژه در وین و وروتسواف که جزو امپراتوری روم شرقی ملت آلمانی محسوب می‌شد دوباره چاپ شد. در سال ۱۵۲۴ اولین شهید پروتستان به نام کاسپار تائوبر در اتریش اعدام شد. اگر چه صلح مذهبی آگسبورگ در سال ۱۵۵۵ اصل آزادی مذهب را اعطا کرد، اما در عمل تنها در جاهایی قابل اجرا بود که حاکمیت اصلاحات وجود داشت. علی‌رغم چندین تقاضانامه از جانب اشراف اتریش و شهرهای مستقل، مبارزه با اصلاحات در سرزمین‌های موروثی تشدید شد.
از سال ۱۶۰۰ به‌طور سیستماتیک کتاب سوزاندن به اجرا درآمد و متن‌های لوتری می‌بایستی از سایر قسمت‌های امپراتوری قاچاق می‌شدند. ساکنان مجبور بودند که با جریمه مالی به عبادت کاتولیک بپردازند و این موجب موج مهاجرت شد. پس از جنگ صلیبی شمال اتریش در سال ۱۶۲۶ فعالیت کلیساگراییه رسمی، عملاً متوقف شد. تعالیم انجیل به‌صورت جنبش زیر زمینی تحت فشار قرار گرفت؛ آن زمانی بود که جنبش پروتستانتیک مخفیانه، تبعیدشدگان سالزبورگ و اخراج حکام به شهر دیگر شکل گرفت.

### قرن ۱۸ و ۱۹
در زمان ژوزف دوم، از اکتبر ۱۷۸۱ حق امکان ثبت برای تأسیس اعضای پروتستان آگسبورگی و اعترافی هلوتی امکان‌پذیر شد که به عنوان حد پایین‌تر یعنی ۱۰۰ خانواده به‌شمار می‌رفتند. عبادت گاه‌ها مجاز به داشتن برج نبودند. بین سال‌های ۱۷۸۱ و ۱۷۸۵، ۴۸ انجمن تأسیس در اتریش تأسیس شد. جوامع ساعت اول شامل Ramsau am Dachstein، Bad Goisern، Gosau، Wels و  Wien بودند. در اواخر سال ۱۷۸۵، بیش از ۱۰۷٬۰۰۰ نفر به عنوان «پروتستان» در آن زمان به عضویت در آمدند.
در قرن نوزدهم، کلیسای پروتستان در اتریش توانست همچنان به ایجاد مدارس، کلیساها و بیمارستان‌ها ادامه دهد. از سال ۱۸۴۸، حق نقش اقلیتی برای کلیساهای پروتستان وجود داشت. توسط امپراتور فرانتس ژوسف در ۸. آوریل ۱۸۶۱ مجوز پروتستان صادر شد. برای اولین بار کلیسای پروتستان با این قانون برابری نسبی قانونی بدست آورد. ساختار کلیسا در چهار مرحله تنظیم شد: کلیسا، ارشدیت، اعضای فوق‌العاده و اعضای عادی.

### قرن ۲۰
پس از فروپاشی حکومت سلطنتی در سال ۱۹۱۸، می باستی کلیسای «قدیمی» پروتستان در اتریش در میان کشورهای جانشین تقسیم شود. به همین دلیل، امروزه کلیساهای مختلفی تحت عنوان آ.ب. نامیده می‌شوند. از سال ۱۹۳۹ تا ۱۹۴۵ کلیساها به دلیل مستقل شدن اتریش به کلیسای انجیلی آلمان پیوستند.
شورای کلیسایی آ. ب وها. ب. در سال ۱۹۴۹ تصمیم گرفتند یک قانون اساسی کلیسایی جدید را وضع کنند. پس از جنگ جهانی دوم، ۸۰ هزار پناهنده به کلیسای اتریش پیوستند. در سال ۱۹۶۱، برای اولین بار، کلیسا قانون آزادی کامل در قانون به اصطلاح پروتستان (قانون فدرال در رابطه با روابط خارجی حقوقی کلیسای انجیلی) دریافت کرد. این قانون بخشی از قانون اساسی است. پس از جنگ جهانی دوم در کلیسای انجیلی AB در اتریش، مشارکت زنان مجاز شد. برکت دادن به زوج‌های همجنسگرایان در مراسم شام ربانی در کلیسای انجیلی AB در اتریش امکان‌پذیر است.
مناطقی با جمعیت انبوهی از اعضای لوتری پروتستان در بورگنلند (به ویژه در منطقه اوربروارت)، در مرکز کرنتن، در Steirisches Ennstal و در سالزکامرگوت وجود دارد.
جوامع با اکثریت انجیلی (سرشماری ۲۰۰۱):
- در Carinthia: Gitschtal، Weissensee، Stockenboi، Fresach، Trebesing، Afritz، Arriach، Feld am See
- در استرالیا: Ramsau am Dachstein
- در بالا اتریش: Gosau؛ اکثریت نسبی: Bad Goisern، Obertraun
- در بورگن لاند: برنشتاین، Eltendorf، Gols، Loipersbach، مارکت Allhau، مقصد Morbisch، Oberschützen، روستای ماریا، Riedlingsdorf، Wiesfleck، Pöttelsdorf

## سازماندهی کلیسا
هر یک از اعضا نزدیک به ۲۰۰ نفر برای مدت شش سال انتخابات نمایندگان را برگزار می‌کنند. کشیش یا کشیشان کلیسا وابسته به انتخاب اعضای شورای کلیسا هستند. وظایف شورای عبارتند از انتخاب نماینده‌های تصمیم‌گیری اعضا از میان آنها و حسابرس، و همچنین تصویب بودجه و حساب‌های مالی کلیسا.
نمایندگان تصمیم گیرنده توسط شورای کلیسا انتخاب می‌شوند، کشیش‌ها به‌طور خودکار به آنها تعلق دارند. نقش نمایندگان تصمیم گیرنده علاوه بر کارهای دیگر اداره کلیسا هم است؛ به عنوان مثال، بودجه و برگزاری انتخابات. نمایندگان حتی جانشین‌ها را هم انتخاب می‌کنند.
نقش کشیش همراه با هیئت امنا (توسط نمایندگان انتخاب شده) هدایت معنوی کلیسا است.
اعضای کلیسا خود کشیش کلیسا اشان را انتخاب می‌کنند. در اغلب کلیساها یک کشیش حضور دارد و در کلیساهای بزرگ کشیش‌های بیشتری نیز وجود دارند.

### سرپرست‌ها
کلیسای انجیلی AB شامل هفت سرپرست است که عمدتاً به ایالت اتریش هدایت می‌شوند:
- سرپرست Burgenland (بدون Fürstenfeld)
- سرپرست Carinthia و شرق تیرول
- سرپرست جنوب اتریش
- سرپرست شمال اتریش (با Rußbach در Pass Gschütt)
- سرپرست Salzburg و Tyrol (سالزبورگ بدون Lungau و همچنین بخشی از Ennspongau و Russbach, Tyrol)
- سرپرست Styria (با اکولها در Burgenland و Salzburg)
- سرپرست وین

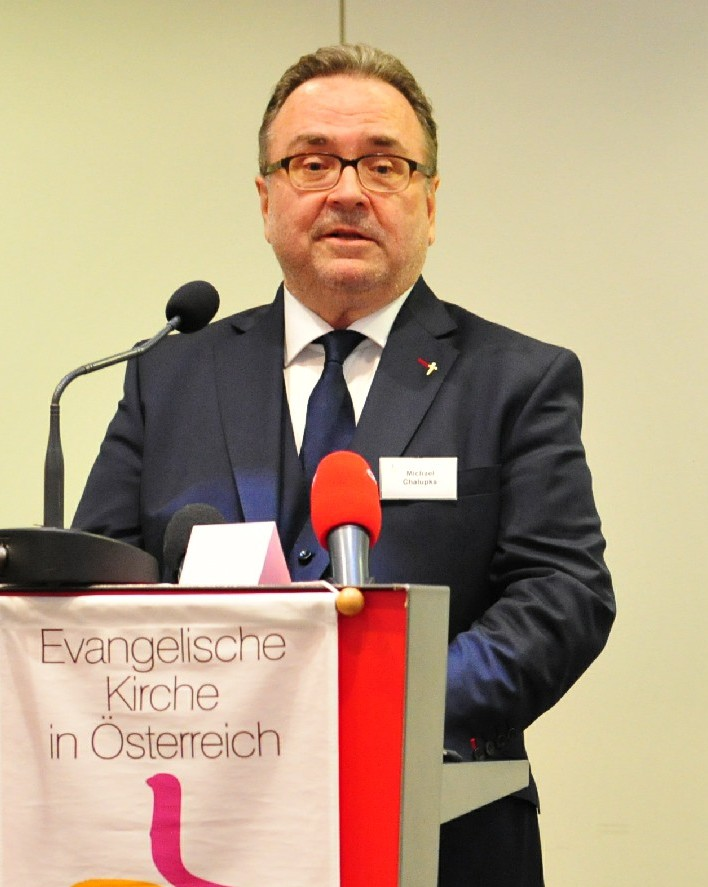
اسقف میشائیل چالوپکا

ساخت کلیسای انجیلی آ.ب. از پایین به بالا و با توجه به اصول سنتودای پیشینی است. بدن مرکزی کلیسا اعضای کلیسا، شورای کلیسا اعظم و اسقف یا اسقف‌ها هستند.
- شورای کلیسا دستورالعمل‌های الهیات کلیسا را تعیین می‌کند و باید بودجه‌ها و حساب‌های هر انجمن کلیسا را تصویب کنند.
- محل شورای کلیسای اعظم که مقر آن در وین است، کلیسا را اداره می کن و یک سازمان اداری عالی است.
- اسقف توسط رای اکثریت دو سوم اعضای شورای آ.ب. انتخاب شده به مدت دوازده سال انتصاب می‌شود به شرطی که دیگر شوراها تصمیمی برای تمدید این زمان نگیرند وگرنه انتخابات مجدد امکان‌پذیر است. تحصیلات آکادمی کشیشیت یک پیش شرط است. کشیشان مسئول هدایت روحانی کلیساهای پروتستان آ.ب. هستند.[۹]